# On My Own
On My Own е вторият студиен албум на германската група Куинсбери. Излиза на пазара на 6 ноември 2009 г. Достига до 26 място в Германия. От него са издадени 2 сингъла Too Young и Hello (Turn Your Radio On).

## Списък с песните

### Оригинално издание
1. Too Young – 3:42
2. Hello (Turn Your Radio On) – 3:15
3. Every Now and Then – 3:44
4. I Feel You – 3:51
5. On My Own – 4:03
6. Lifelong Lovesong – 3:30
7. Girl like Me (Nonchalant) – 3:16
8. Selfish – 2:43
9. Replay – 3:37
10. Scandalous – 3:40
11. Changes – 4:04
12. Love on the Radio – 3:22

### „Амазон“ издание
1. Lifelong Lovesong (Unplugged) – 3:30

### „Айтюнс“ издание
1. Forgive and Forget – 3:53

### „Мюзиклоуд“ издание
1. Hello (Turn Your Radio On) (Remix) – 3:53